# Wappen Lesothos
Das Wappen Lesothos wurde am 4. Oktober 1966 zu seiner staatlichen Unabhängigkeit eingeführt.

## Beschreibung

Wappen 1966–2006

Das Staatswappen Lesothos ist ein brauner Basothoschild, belegt mit einem blauen Krokodil und hinterlegt von zwei sich kreuzenden braunen Waffen, einem schrägrechten Speer und einer schräglinken traditionellen Streitkeule. Gehalten wird der Schild von zwei braunen, gebäumten Pferden. Schild und Schildhalter fußen auf einer grünen Kuppe, die oben von einem blauen Streifen gequert wird und in der Mitte mit braunen Kieseln bestreut ist.
Auf dem braun-silbern tingierten Band ganz unten stehen die Worte „KHOTSO PULA NALA“ in Weiß. Dieser Wahlspruch auf Sesotho heißt übersetzt „Frieden, Regen, Wohlstand“.
Der Schild ist das Symbol der Dynastie und des wichtigsten Stammes Lesothos, die Kuppe die des „Nationalberges“ Thaba Bosiu.